# 希沙姆二世
希沙姆二世（Hisham II，阿拉伯语：‎，966年—1013年）是一位哥多華哈里發，哈克木二世之子，於976年至1009年、1010年至1013年在位。

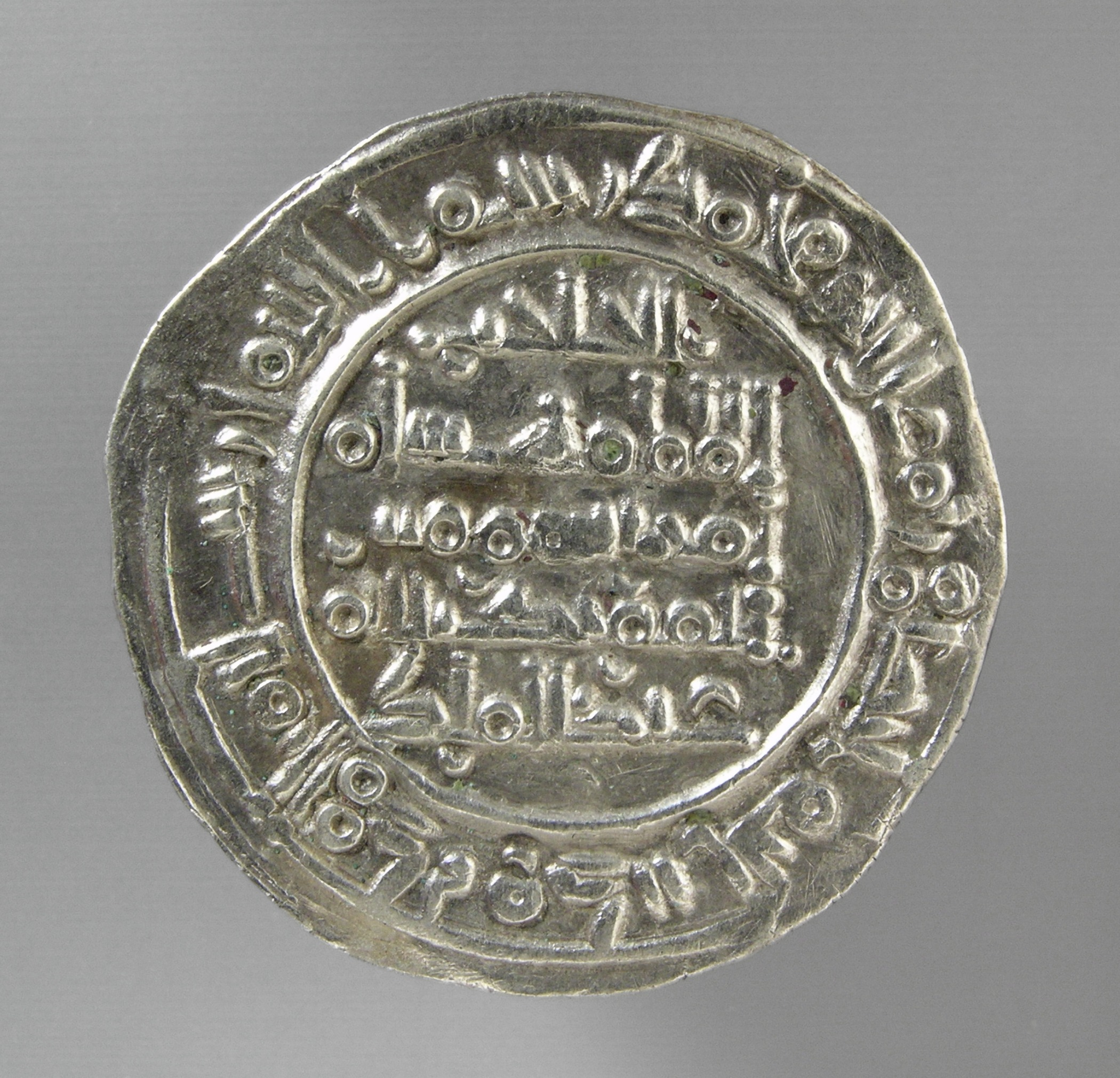
希沙姆二世發行的迪拉姆

希沙姆二世即位時年僅十歲，因此實際權力落入大臣阿爾曼索爾手中。1009年穆罕默德二世篡奪了王位，但幾個月後就被蘇萊曼·本·哈克木推翻。希沙姆二世在1010年復位，1013年他被蘇萊曼率領的柏柏人所殺。